# Witalis Leporowski
Witalis Leporowski (Poznań, 4 de abril de 1907-Poznań, 30 de agosto de 1978) fue un deportista polaco que compitió en remo. Ganó dos medallas de bronce en el Campeonato Europeo de Remo, en los años 1929 y 1935.

## Palmarés internacional
| Campeonato Europeo | Campeonato Europeo  | Campeonato Europeo | Campeonato Europeo |
| Año                | Lugar               | Medalla            | Prueba             |
| ------------------ | ------------------- | ------------------ | ------------------ |
| 1929               | Bydgoszcz (Polonia) | Medalla de bronce  | Ocho con timonel   |
| 1935               | Berlín (Alemania)   | Medalla de bronce  | Dos con timonel    |